# 재활운동 발전 단계
재활운동 발전 단계는 다음과 같다.
1. 문화의 변동이 상대적으로 느린 안정적 상태가 된다.
2. 개인의 스트레스(다방면)가 증가하는 시기가 된다.
3. 모든 것이 분열(Schism)되고 파괴(Destroyed)되는 문화적 왜곡의 시기가 도래한다.
4. 좋은 시절(시대)로의 회귀를 약속하는 새로운 종류의 종교 운동이 등장하여 문화의 변동을 유발하고 제도화 된다.
5. 새로운 안정적 상태를 맞이한다.